# Политиздат Украины
Изда́тельство полити́ческой литерату́ры Украи́ны (Политиздат Украины; укр. Політвидав України) — советское издательство, существовавшее в 1922—1991 годы.

## История
Основано в 1922 году как издательство «Пролетарий» при Харьковском губкоме КП(б)У.
В 1931 году переименовано в Партиздат ЦК КП(б)У.
В  1964 году переименовано в Политиздат Украины.

## Издательская деятельность
Выпускало произведения классиков марксизма-ленинизма, а также литературу социально-экономического и общественно-политического направлений. Кроме того издавались книги и брошюры рассказывающие об опыте работы партийных, советских и профсоюзных органов.
На украинском языке были  выпущены 1-е и 2-е издания Сочинений К. Маркса и Ф. Энгельса, а также 2-е, 3-е и 4-е издания Сочинений В. И. Ленина и  Полное собрание сочинений В. И. Ленина в 55 томах.
Выпускались книжные серии «В помощь изучающим ленинское теоретическое наследие», «Борцы за великое дело», «Города-герои» и «Герои звёздных трасс».
В 1979 году объём  издательства составил 208 книг и брошюр общим тиражом около 9,5 миллионов экземпляров.

## Награды
- Орден Трудового Красного Знамени (1972)[1].